# Антон Фердінанд
Антон Фердінанд (англ. Anton Ferdinand, нар. 18 лютого 1985, Лондон) — англійський футболіст, захисник «Редінга». Має футбольну сім'ю: його брат Ріо Фердінанд — колишній капітан збірної Англії по футболу, а двоюрідний брат Лес Фердінанд — колишній гравець збірної Англії.

## Клубна кар'єра
Народився у футбольній родині — його брат, Ріо Фердинанд, був капітаном збірної Англії з футболу, а його двоюрідний брат, Лес Фердинанд, також грав за збірну. Антон Фердинанд показав значний талант з раннього віку. Як і його брат Ріо, він волів грати в обороні. Його здібності в цій позиції привели до підписання з ним контракту в знаменитій академії «Вест Гем Юнайтед». Мати — Дженіс, змішаного ірландсько-англійського походження, батько — Джуліан Фердінанд, сент-люсієць.

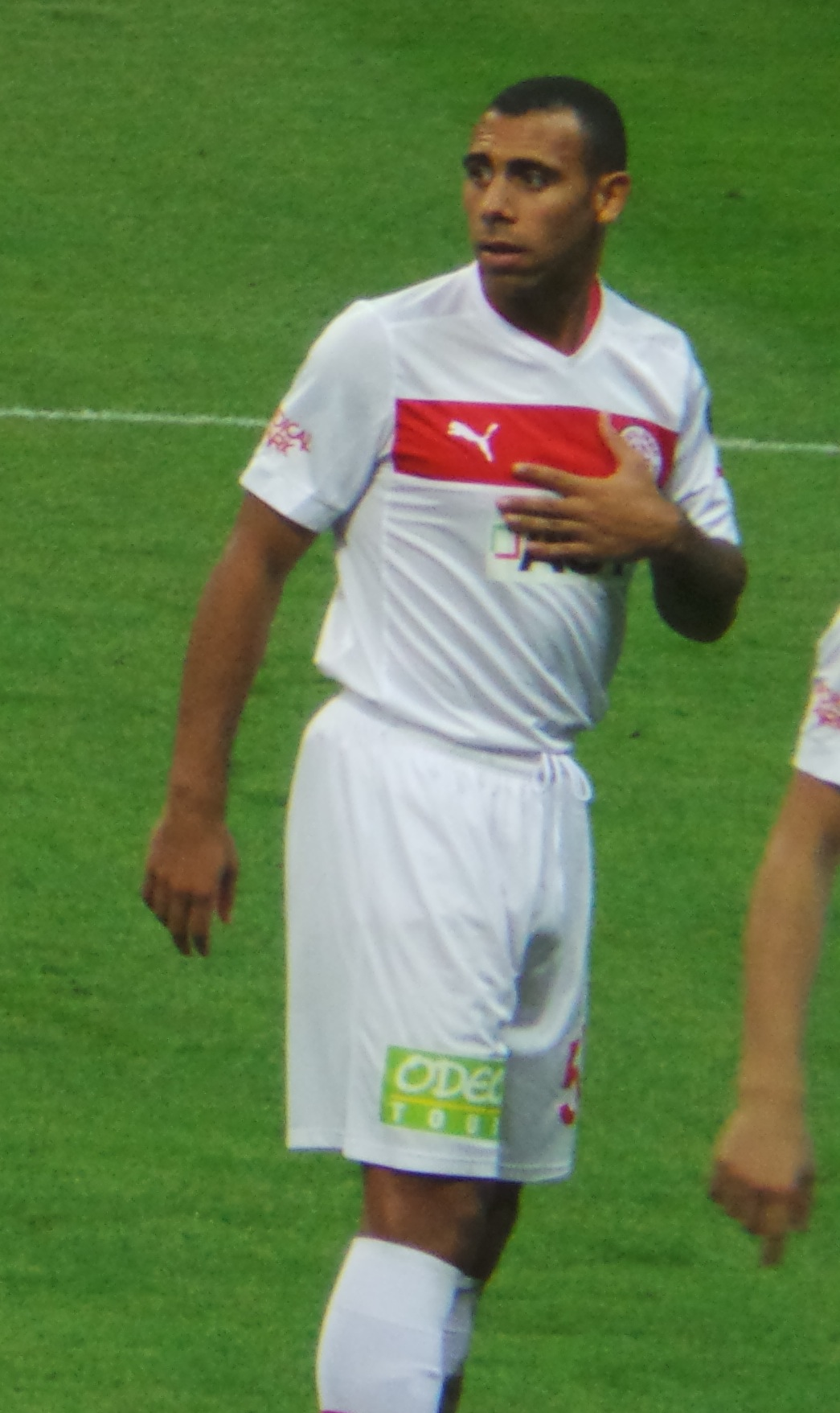
Антон Фердінанд під час виступів за «Антальяспор». 13 вересня 2013 року.

У дорослому футболі дебютував 2003 року виступами за «Вест Гем Юнайтед», в якому провів п'ять сезонів, взявши участь у 138 матчах чемпіонату. Більшість часу, проведеного у складі «Вест Гем Юнайтед», був основним гравцем захисту команди.
Своєю грою за цю команду привернув увагу представників тренерського штабу клубу «Сандерленд», до складу якого приєднався 27 серпня 2008 року. Відіграв за клуб з Сандерленда наступні три сезони своєї ігрової кар'єри. Граючи у складі «чорних котів» також здебільшого виходив на поле в основному складі команди.
До складу клубу «Квінс Парк Рейнджерс» приєднався 31 серпня 2011 року. 23 жовтня 2011 під час матчу «Квінс Парк Рейнджерс» і «Челсі», який закінчився поразкою «Челсі» з рахунком 0:1, Антон був втягнутий в расистський скандал. Після гри Фердинанд заявив, що Террі висловив на його адресу расистські образи. Нібито він назвав Ентоні «йоб*ною чорною пи*дою» (англ. fucking black cunt). Через це, вже на початку лютого, Джон Террі був позбавлений капітанської пов'язки в збірній Англії. Таке рішення ухвалив голова Асоціації футболу Англії Девід Бернстайн. Всього за півтора року Фердінанд встиг відіграти за лондонську команду 44 матчі в національному чемпіонаті.
У січні 2013 року перейшов на правах оренди до турецького «Бурсаспор», де грав до кінця сезону, після чого повернувся в КПР.
9 серпня 2013 року Фердінанд був відпущений з «Квінз Парк Рейнджерс» в спробі скоротити витрати після вильоту в Чемпіоншіп. Через кілька днів після цього Антон повернувся до Туреччини, підписавши 3-річний контракт з «Антальяспором». Проте за сезон зіграв лише по 3 матчі в національному чемпіонаті і кубку, після чого покинув клуб.
11 серпня 2014 року Фердінанд підписав контракт на два роки з «Редінгом» на правах вільного агента. Відтоді встиг відіграти за клуб з Редінга 19 матчів в національному чемпіонаті.

## Виступи за збірну
2003 року дебютував у складі юнацької збірної Англії, взяв участь у 2 іграх на юнацькому рівні.
2005 року залучався до складу молодіжної збірної Англії до 20 років, де зіграв у 4 матчах.
Протягом 2004–2007 років залучався до складу молодіжної збірної Англії, у складі якої ставав бронзовим призером чемпіонат Європи серед молодіжних команд 2007 року. Всього на молодіжному рівні зіграв у 17 офіційних матчах.
Крім національної збірної Англії може виступати за збірну Ірландії через свою матір, а також збірну Сент-Люсії через свого батька, проте за жодну з них наразі так і не виступав.

## Статистика виступів

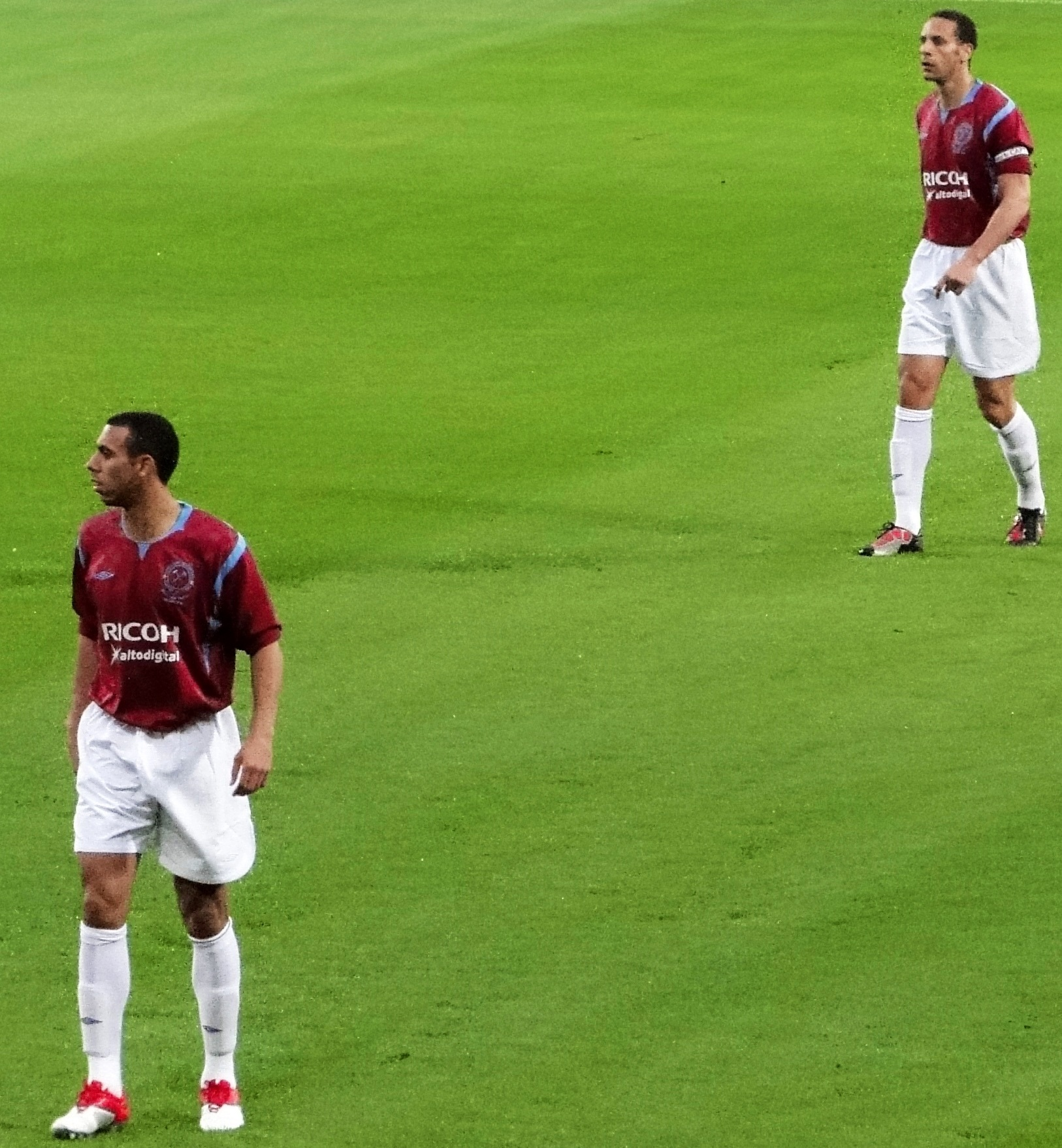
Антон Фердінанд разом зі своїм братом Ріо на виставковому матчі «Вест Гем Юнайтед».

### Статистика клубних виступів
| Сезон                            | Команда                          | Чемпіонат                        | Чемпіонат | Чемпіонат | Національний кубок | Національний кубок | Національний кубок | Континентальні кубки | Континентальні кубки | Континентальні кубки | Інші змагання | Інші змагання | Інші змагання | Усього | Усього |
| Сезон                            | Команда                          | Ліга                             | Ігор      | Голів     | Ліга               | Ігор               | Голів              | Ліга                 | Ігор                 | Голів                | Ліга          | Ігор          | Голів         | Ігор   | Голів  |
| -------------------------------- | -------------------------------- | -------------------------------- | --------- | --------- | ------------------ | ------------------ | ------------------ | -------------------- | -------------------- | -------------------- | ------------- | ------------- | ------------- | ------ | ------ |
| 2003-04                          | «Вест Гем Юнайтед»               | ПЛ                               | 20        | 0         | КА+КЛ              | 3+3                | 0+0                | -                    | -                    | -                    | -             | -             | -             | 26     | 0      |
| 2004-05                          | «Вест Гем Юнайтед»               | ЧФЛ                              | 29        | 1         | КА+КЛ              | 3+1                | 0+0                | -                    | -                    | -                    | ЧФЛ ПО        | 3             | 0             | 36     | 1      |
| 2005-06                          | «Вест Гем Юнайтед»               | ПЛ                               | 33        | 2         | КА+КЛ              | 5+0                | 0+0                | -                    | -                    | -                    | -             | -             | -             | 38     | 2      |
| 2006-07                          | «Вест Гем Юнайтед»               | ПЛ                               | 31        | 0         | КА+КЛ              | 1+1                | 0+0                | КУЄФА                | 1                    | 0                    | -             | -             | -             | 34     | 0      |
| 2007-08                          | «Вест Гем Юнайтед»               | ПЛ                               | 24        | 2         | КА+КЛ              | 2+2                | 0+0                | -                    | -                    | -                    | -             | -             | -             | 28     | 2      |
| Усього за «Вест Гем Юнайтед»     | Усього за «Вест Гем Юнайтед»     | Усього за «Вест Гем Юнайтед»     | 138       | 5         |                    | 14+7               | 0+0                |                      | 1                    | 0                    |               | 3             | 0             | 163    | 5      |
| 2008-09                          | «Сандерленд»                     | ПЛ                               | 31        | 0         | КА+КЛ              | 3+2                | 0+0                | -                    | -                    | -                    | -             | -             | -             | 36     | 0      |
| 2009-10                          | «Сандерленд»                     | ПЛ                               | 24        | 0         | КА+КЛ              | 0+1                | 0+0                | -                    | -                    | -                    | -             | -             | -             | 25     | 0      |
| 2010-11                          | «Сандерленд»                     | ПЛ                               | 27        | 0         | КА+КЛ              | 1+2                | 0+0                | -                    | -                    | -                    | -             | -             | -             | 30     | 0      |
| 2011-12                          | «Сандерленд»                     | ПЛ                               | 3         | 0         | КА+КЛ              | 0+1                | 0+0                | -                    | -                    | -                    | -             | -             | -             | 4      | 0      |
| Усього за «Сандерленд»           | Усього за «Сандерленд»           | Усього за «Сандерленд»           | 85        | 0         |                    | 4+6                | 0+0                |                      | -                    | -                    |               | -             | -             | 95     | 0      |
| 2011-12                          | «Квінз Парк Рейнджерс»           | ПЛ                               | 31        | 0         | КА+КЛ              | 2+0                | 0                  | -                    | -                    | -                    | -             | -             | -             | 33     | 0      |
| 2012–13                          | «Квінз Парк Рейнджерс»           | ПЛ                               | 13        | 0         | КА+КЛ              | 2+1                | 0                  | -                    | -                    | -                    | -             | -             | -             | 16     | 0      |
| Усього за «Квінз Парк Рейнджерс» | Усього за «Квінз Парк Рейнджерс» | Усього за «Квінз Парк Рейнджерс» | 44        | 0         |                    | 5                  | 0                  |                      | -                    | -                    |               | -             | -             | 49     | 0      |
| 2012–13                          | «Бурсаспор»                      | СЛ                               | 7         | 0         | КТ                 | 1                  | 0                  | -                    | -                    | -                    | -             | -             | -             | 8      | 0      |
| 2013–14                          | «Антальяспор»                    | СЛ                               | 3         | 0         | КТ                 | 3                  | 0                  | -                    | -                    | -                    | -             | -             | -             | 6      | 0      |
| 2014–15                          | «Редінг»                         | Ч (ІІ)                           | 2         | 0         | КА+КЛ              | 0+0                | 0                  | -                    | -                    | -                    | -             | -             | -             | 2      | 0      |
| 2015–16                          | «Редінг»                         | Ч (ІІ)                           | 5         | 0         | КА+КЛ              | 0+2                | 0                  | -                    | -                    | -                    | -             | -             | -             | 7      | 0      |
| Усього за «Редінг»               | Усього за «Редінг»               | Усього за «Редінг»               | 7         | 0         |                    | 2                  | 0                  |                      | -                    | -                    |               | -             | -             | 9      | 0      |
| Усього за кар'єру                | Усього за кар'єру                | Усього за кар'єру                | 284+3     | 5+0       |                    | 42                 | 0                  |                      | 1                    | 0                    |               | -             | -             | 330    | 5      |